# Salisbach
Der Salisbach ist ein kleiner Bach in Hanau im Main-Kinzig-Kreis in Hessen.

## Geografie

### Verlauf
Der Salisbach beginnt nördlich von Hanau, wo er aus dem Krebsbach abzweigt. Etwa 100 m weiter teilt sich der Salisbach auf. Der rechte Bacharm fließt als Braubach durch Wilhelmsbad und Dörnigheim, wo er in den Main mündet. Der linke Teilarm verläuft weiter unter dem Namen Salisbach durch Hanau und fließt in Kesselstadt in die Kinzig, etwa 250 m vor deren Mündung in den Main.
Nach dem Salisbach ist der Salisweg in Kesselstadt benannt.

### Flusssystem Kinzig
- Liste der Fließgewässer im Flusssystem Kinzig (Main)

## Geschichte

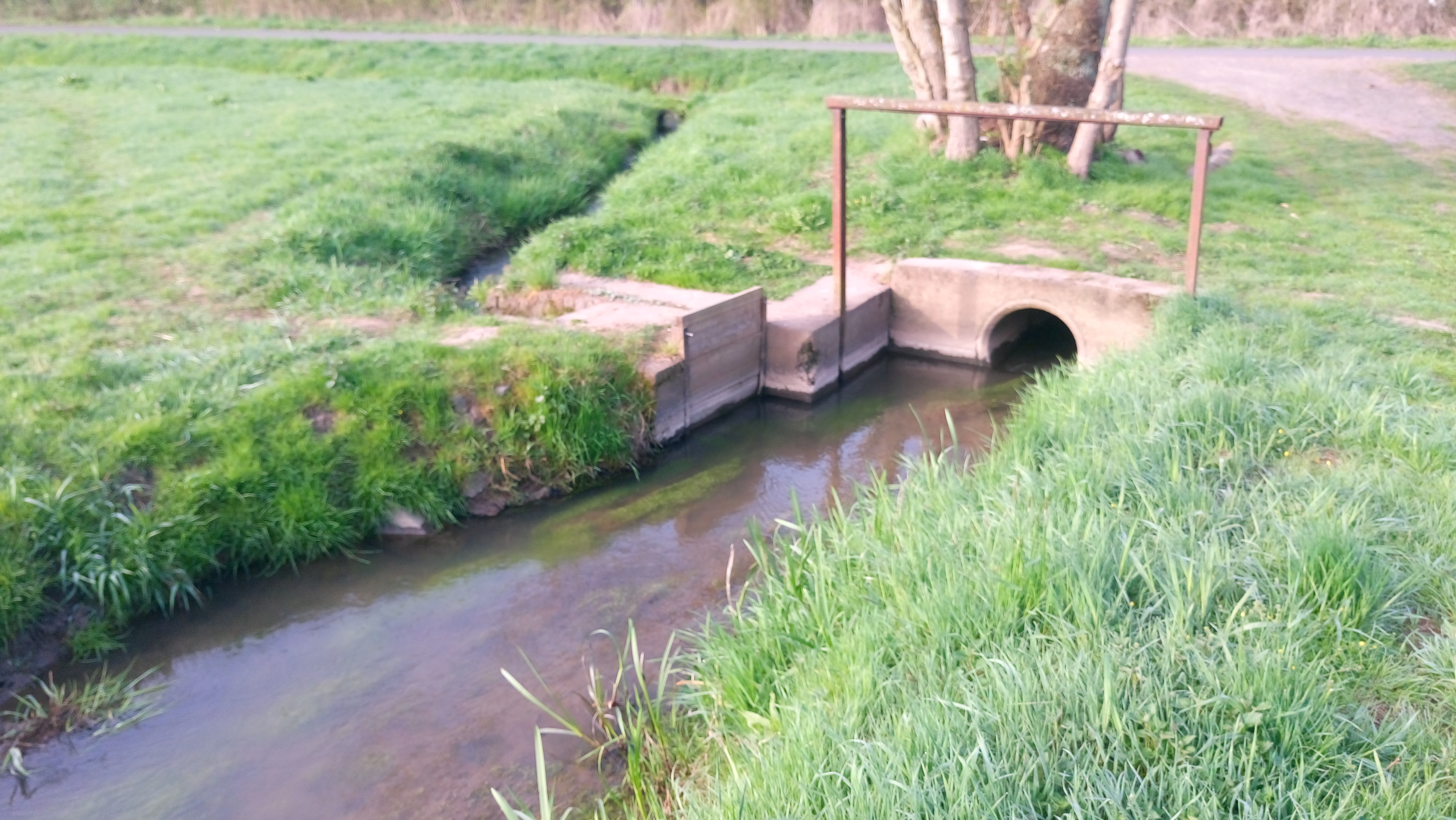
Teilung von Salisbach (nach hinten links) und Braubach (Rohr rechts)

Die Bifurkationen der vier Bäche im Norden Hanaus sind künstlich und wurden erst durch den Menschen in der Neuzeit angelegt. Der Grund hierfür liegt im Wasserbedarf für die Gewässer der benachbarten Kuranlage Wilhelmsbad und der Fasanerie, zudem befanden sich südlich der heutigen Maintaler Straße Seen zur Fischzucht (Weiherfeld, An den Güntherteichen) zwischen Krebs- und Salisbach. Ursprünglich strebten Krebs-, Salis- und Fallbach in separaten Betten zur Kinzig, während der Braubach seinen Ausgang nicht in Wilhelmsbad, sondern in seinem Hauptzufluss, dem von Wachenbuchen kommenden Säulbach nahm. Der Salisbach war demnach zuvor wesentlich länger, weil der heute in den Krebsbach entwässernde Bach von Mittelbuchen seinen ursprünglichen Oberlauf darstellt. Der geringe Höhenunterschied und die geringen Fließgeschwindigkeiten ermöglichten die Anlage künstlicher Verbindungen, so dass der Krebsbach heute über Fallbach, Salis- und Braubach entwässert.